# Bitwa pod Callao
Bitwa pod Callao – starcie zbrojne, które miało miejsce 2 maja 1866 roku w trakcie wojny Chile i Peru z Hiszpanią (1863–1871).
W roku 1863 hiszpańska eskadra okrętów wojennych zajęła peruwiańskie wyspy Chincha, domagając się zaległych odszkodowań od Peru za zajęcie dóbr hiszpańskich. Podczas trwających z Hiszpanami rokowań, dnia 27 stycznia 1865 obalony został prezydent Peru Juan Antonio Pezet, którego zastąpił płk. Mariano Ignacio Prado. Nowy prezydent wypowiedział w dniu 25 września 1865 wojnę Hiszpanom.
Peruwiańczyków wsparły Chile (militarnie), Boliwia oraz Ekwador (politycznie). Dnia 26 listopada 1865 w bitwie pod Papudo Chilijczycy zdobyli hiszpańską kanonierkę Virgen de Covadonga. Po bitwie pod Abtao (7 lutego 1866) admirał hiszpański Casto Méndez Núñez rozpoczął blokadę wybrzeży Chile, a dnia 31 marca 1866 zbombardował Valparaiso.
Dnia 25 kwietnia 1866 hiszpańska eskadra w sile 11 okrętów podpłynęła pod peruwiańską twierdzę Callao, rozpoczynając 7 dni później ostrzał miasta. Ostrzał spowodował śmierć około 2 tysięcy ludzi i wielkie zniszczenia. W odpowiedzi działa fortowe odpowiedziały ogniem zadając Hiszpanom także znaczne straty (300 zabitych i rannych, w tym ranny został admirał Mendez). Po wyczerpaniu się amunicji Hiszpanie naprawili zniszczone jednostki w San Lorenzo po czym odpłynęli do Hiszpanii.
Fortyfikowaniem Callao zajmował się jako główny inżynier portu Ernest Malinowski – późniejszy budowniczy Kolei Transandyjskiej.